# TCJグローバル
株式会社TCJグローバルは、総合日本語教育機関として、海外からの留学生に対する日本語教育、在日外国人（生活・就労）に対する日本語教育、日本語学校などで日本語を教える日本語教師養成事業を展開する。パスメイクホールディングスのグループ企業。

## 概要
法務省告示校として、海外からの留学生に対して日本語教育を実施。定員は1,080名。また、在日外国人（就労・生活者）に対しての日本語教育も行い、世界80か国以上の国・地域から学生が集まる。
日本語教師の養成にも力を入れており、TCJ日本語教師養成講座を展開。文化庁届出受理講座（届出受理番号:H30060113025）として、毎年日本語教師を輩出。日本語教師の魅力や認知拡大のために、YouTubeチャンネル「日本語教師養成チャンネル」を展開。

## 沿革
出典：
- 1988年 - 東京中央日本語学院を設立（東京・新宿区）
- 1989年 - 外国人留学生の受け入れ開始、日本語教師養成講座開講
- 1990年 - 米国ハワイ大学マノア校などの日本語教育機関と提携
- 1993年 - 豪州グリフィス大学にて研修開始
- 1998年 - 渋谷区千駄ヶ谷に校舎移転
- 2011年 - 日本語学校震災復興ボランティアに参加
- 2012年 - 新宿区西新宿に校舎を移転
- 2017年 - 新宿区信濃町に校舎移転
- 2021年 - ISO29991認証取得[6]
- 2024年 - 株式会社TCJグローバルへ社名変更

## 提供サービス
- 日本語講座
- 日本語教師養成講座

## 校舎
- 信濃町トーシンビル校

〒160-0016
東京都新宿区信濃町34 トーシン信濃町駅前ビル 4・5・6階
- 信濃町煉瓦館校

〒160-0016
東京都新宿区信濃町35 煉瓦館 2階
- 大阪校

〒530-0017
大阪府大阪市北区角田町8-1 大阪梅田ツインタワーズ・ノース21階

## グループ企業
- パスメイクホールディングス株式会社[7]
- 株式会社 アビタス[8]